# Francis LeBlanc
 (janvier 2015).
Si vous disposez d'ouvrages ou d'articles de référence ou si vous connaissez des sites web de qualité traitant du thème abordé ici, merci de compléter l'article en donnant les références utiles à sa vérifiabilité et en les liant à la section « Notes et références ».
Francis LeBlanc (1965- ) est un astrophysicien originaire de Grande-Digue au Nouveau-Brunswick (Canada).

## Biographie

### Études
Il détient un doctorat et une maîtrise en physique de l'Université de Montréal et un baccalauréat en physique de l'Université de Moncton.

### Carrière
Il a été professeur, directeur du Département de physique et d'astronomie, doyen de la Faculté des sciences et de la Faculté des études supérieures et de la recherche, et vice-recteur adjoint à la recherche de l'Université de Moncton.
Il a aussi été astronome invité à l'observatoire de Paris, professeur invité à l'université Paris-VII et à l'université de Toulouse et professeur associé à l'Université Laval.

## Ouvrages
Il est l'auteur du livre intitulé An Introduction to Stellar Astrophysics (Wiley). Ce manuel a été utilisé pour l'enseignement de l'astrophysique dans une centaine d'universités dont Harvard, Caltech, Berkeley, UCLA, Stanford, Tokyo, Victoria, Montréal, U. libre de Bruxelles et Georgia Tech. 
Ses recherches portent sur l’étude des étoiles chimiquement particulières, spécialement sur le calcul de l’accélération radiative des éléments. Ces étoiles exhibent des anomalies d’abondances des éléments relativement à celles observées sur le soleil. Ces accélérations mènent à la migration des éléments dans les étoiles via un processus physique dénommé la diffusion atomique. 
Sa thèse de doctorat est intitulée Transport de particules et atmosphères d’étoiles magnétiques. Dans cette thèse, on a évalué le processus de la dérive induite par la radiation sur les anomalies d’abondances des isotopes de l’hélium dans les étoiles. On a aussi calculé des modèles d’atmosphères d’étoiles magnétiques incluant l’effet de la diffusion ambipolaire de l’hydrogène. L'interaction entre le champ magnétique et la diffusion ambipolaire de l'hydrogène augmente la gravité effective dans la zone d'ionisation de l'hydrogène. Ceci modifie la structure physique de l'atmosphère stellaire. Finalement, une nouvelle méthode de calcul de l'accélération radiative des éléments valide pour l’intérieur des étoiles a été développée et appliquée au fer.
Ses modèles théoriques, ont permis d'expliquer plusieurs anomalies observées pour les étoiles de la branche horizontale. Ces modèles ont pu démontrer que ces anomalies sont causées par le changement de la structure atmosphérique stellaire dû à la stratification verticale des éléments induite par la diffusion atomique. Il a également participé à la première détection de stratification verticale d'un métal dans l'atmosphère de ce type d'étoile grâce à des observations spectroscopiques effectuées à l'Observatoire Canada-France-Hawaï.